# 鳴子温泉 (小惑星)
鳴子温泉 (なるこスパ、9107 Narukospa) は、小惑星帯にある小惑星の1つ。
1997年1月6日に小林隆男によって発見された。

## 名称
宮城県大崎市（旧鳴子町）の鳴子温泉に因み、2009年10月4日付の小惑星回報で命名が公開された。地球外で「鳴子」の名がつくのは、火星のクレーター「鳴子」 (Naruko) に次いで2つ目。
小惑星「鳴子温泉」の命名は、この火星のクレーター「鳴子」の命名とも関わりがある。火星のクレーター"Naruko"は2008年1月18日付で国際天文学連合（IAU）によって承認されたが、米国地質調査所 (USGS. 太陽系天体の地形名も管理する機関である) によって「かつて日本にあった町」とのみ説明される "Naruko" が大崎市域の旧鳴子町を指すかは不分明であった。このため、大崎市生涯学習センターの遊佐徹が調査を行い、最終的にIAU火星命名委員長ブラッドフォード・スミスから、確かに大崎市域の旧鳴子町が命名の由来であるという回答を得ることになった。
広島県廿日市市在住のアマチュア天文家・佐藤健（東亜天文学会会員）は、火星地形の命名事情に詳しいことからこの調査に協力した。佐藤は小惑星発見者の小林と長年の交友があり、佐藤は小惑星に鳴子温泉に関する命名を小林に提案。2009年7月、小林が申請を行った。
なお、同じく温泉地に名の由来を持つ小惑星「道後温泉」は"Dogo Onsen"であるが、「鳴子温泉」は"Narukospa"である。